# Письма об эстетическом воспитании человека
«Письма об эстетическом воспитании человека» (нем. Über die ästhetische Erziehung des Menschen in einer Reihe von Briefen) — программное сочинение Фридриха Шиллера, в котором отражены наиболее важные философско-эстетические идеи мыслителя. По словам самого Ф. Шиллера, в своей работе он строит «здание эстетического искусства и еще более трудного искусства жить», обосновывая переход человека от физического к эстетическому, а затем к разумному состоянию.

## Содержание
Буквально вслед за «Критикой способности суждения», опубликованной И. Кантом в 1790 году, в 1795 году в свет выходят «Письма об эстетическом воспитании человека», работу над которыми Ф. Шиллер начал еще в 1793 году. В своей эстетической концепции Ф. Шиллер использует и творчески развивает основные этические и эстетические идеи своего современника — И. Канта.
В «Письмах» Ф. Шиллер выделяет три вида побуждений, свойственных человеку: чувственное побуждение, побуждение к форме и побуждение к игре.
Чувственное побуждение исходит из физического бытия человека. В его основании — пассивное восприятие реальности человеком, от содержания которой он себя не отделяет. Оно помещает человека, выступающего в качестве количественной единицы, в границы времени. В состоянии чувственного побуждения человек несвободен: он целиком подчиняется природной необходимости и не может оказывать обратного воздействия на природу. Такое состояние характеризуется привязанностью человека к чувственному миру, невозможностью вырваться за границы наличного бытия. Предметом чувственного побуждения выступает жизнь, то есть действительное материальное бытие. Существование и интересы человека обуславливаются его чувственной природой. Интерес его чувств направлен на овладение тем или иным чувственным объектом.
Побуждение к форме приводит хаос воспринятого человеком чувственного содержания в порядок. Оно исходит из разумной природы человека. Его главная задача — освободить человека от природной определенности и сохранить его абсолютную и неделимую личность, отделив и возвысив ее от постоянно изменяющегося чувственного содержания сознания как от чего-то пребывающего. Оно подразумевает уничтожение времени, выход за его границы. Предметом побуждения выступает понятие. Движимый этим побуждением, человек становится идейной единицей. Побуждение к форме дает человеку не изменяющиеся во времени всеобщие и необходимые законы для познания и действия: «оно требует истины и права». Руководствуясь законами разума и принципом свободы, оно стремится самостоятельно создать объект.
Побуждение к игре соединяет чувственное побуждение и побуждение к форме, или, если использовать терминологию Канта, обеспечивает связь между царством природы и царством свободы. Оно направлено на то, чтобы «уничтожить время в самом времени, соединить становление с абсолютным бытием, изменение с тожеством», субъективное с объективным, случайность с необходимостью, пассивность со свободой, реальность с формой, и тем самым, восстановить единство человеческой природы. Примеряя противоположные стремления, оно стремится «получить объект, но таким, каким бы оно его создало, и создать его таким, каким чувство его воспринимает». Предметом побуждения к игре выступает живой образ, то есть красота.
Согласно шиллеровской эстетической концепции, восстановление целостности человеческой природы осуществляется в искусстве, содержательная сторона которого чувственна, а формальная зиждется на принципе красоты, определение которой схоже с кантовской целесообразностью без цели. Именно искусство, характеризуемое Ф. Шиллером как «царство игры и видимости», посредством воплощенной в нем красоты освобождает человека от природной необходимости и приближает его к достижению и осуществлению моральной свободы.
Аналитика присущих человеку побуждений позволяет Ф. Шиллеру не только прояснить специфику художественной деятельности, но и обосновать необходимость эстетического воспитания человека. По его мнению, только эстетическое воспитание может сделать человека разумным, так как эстетическое состояние является по отношению к разумному состоянию промежуточным между ним и чувственностью. Оно выступает в качестве «моста» между физической (пассивной) и моральной (активной) жизнью человека:
«…переход от страдательного состояния ощущения к деятельному состоянию мышления и воли совершается не иначе, как при посредстве среднего состояния эстетической свободы, и хотя это состояние само по себе нисколько не влияет ни на наше разумение, ни на наши убеждения и, следовательно, оставляет вполне незатронутым наше интеллектуальное и моральное достоинство, все же это состояние есть необходимое условие, без коего мы никак не можем достичь разумения и убеждений».
Наследуя идею И. Канта, согласно которой: «„Вкус делает возможным как бы переход от чувственного возбуждения к ставшему привычным моральному интересу, без какого-либо насильственного скачка“», Ф. Шиллер видит цель искусства и культуры в преодолении зависимости человека от его физического состояния и достижении нравственного состояния посредством эстетического воспитания.